# Philippe Baden Powell
Philippe Baden Powell de Aquino (* 15. April 1978 in Paris) ist ein französisch-brasilianischer Musiker (Piano, Komposition).

## Leben und Wirken
Baden Powell, wie sein jüngerer Bruder Marcel Powell ein Sohn des Gitarristen Baden Powell de Aquino, wuchs zunächst in Frankreich, dann in Deutschland auf. Schon im Alter von vier Jahren wollte er Musiker werden und lernte zunächst Gitarre. Als er Bill Evans (mit der Soloversion von I Loves You Porgy) hörte, wurde ihm klar, dass er sich musikalisch anders ausdrücken wollte und wechselte mit sieben Jahren zum Klavier. In Baden-Baden erhielt er klassischen Klavierunterricht. Sein Vater lehrte ihn Komposition, Harmonielehre und Improvisation. Als Jugendlicher lebte er mit seiner Familie in Brasilien, wo Gonzalo Rubalcaba sein musikalisches Vorbild wurde.
Bereits im Alter von elf Jahren trat Baden Powell zum ersten Mal gemeinsam mit seinem Vater auf. Es folgten internationale Tourneen und 1995 sein erstes Album, Baden Powell & Filhos (ein Konzertmitschnitt), gefolgt von Suite Afro Consolação (1997, ebenfalls mit Vater und Bruder). Er studierte zunächst am Conservatório Brasileiro de Música in Rio de Janeiro, außerdem an der École normale de musique de Paris in Paris. Nach dem Studium in Paris zog er wieder nach Rio de Janeiro und arbeitete mit bekannten brasilianischen Musikern wie Seu Jorge, Marcelo D2, Maria Bethânia, Flora Purim, Airto Moreira, Roberto Menescal, Carlos Malta und Victor Biglione.
2005 war Baden Powell einer der Preisträger der Montreux Jazz Solo Piano Competition. Im selben Jahr zog er mit seiner Frau und seiner Tochter nach Paris, wo er zunächst mit dem Pianisten Alexandre Saada und der argentinischen Sängerin und Gitarristin Cecilia Zabala (Fronteras 2015) arbeitete. Mit dem brasilianischen Trompeter Rubinho Antunes gründete er das Quartett Ludere, das seit 2016 mehrere Alben vorlegte. Den Sänger David Linx und den Schlagzeuger André Ceccarelli holte er für sein Album Notes Over Poetry (2017). Im Duo mit Melody Gardot entstand das Album Entre eux Deux.

## Diskographische Hinweise
- Baden Powell, Philippe Baden Powell & Benjamin Legrand: Samba in Prelúdio: Quand Tu t´en Vas (Frémeaux et Associés 2002)
- Philippe Baden Powell & Mário Adnet Afrosambajazz: A Música de Baden Powell (2009)
- Philippe Baden Powell, Bruno Barbosa, Daniel de Paula & Rubinho Antunes: Ludere (2016)
- Ludere: Retratos (2017)
- Notes Over Poetry (2017)
- Melody Gardot & Philippe Baden Powell: Entre eux Deux (Decca 2022)